# Viladasens
Viladasens é um município da Espanha na comarca de Baix Empordà, província de Girona, comunidade autónoma da Catalunha. Tem 15,58 km² de área e em 2021 tinha 214 habitantes (densidade: 13,7 hab./km²).

## Demografia
| Variação demográfica do município entre 1991 e 2004 | Variação demográfica do município entre 1991 e 2004 | Variação demográfica do município entre 1991 e 2004 | Variação demográfica do município entre 1991 e 2004 |
| --------------------------------------------------- | --------------------------------------------------- | --------------------------------------------------- | --------------------------------------------------- |
| 1991                                                | 1996                                                | 2001                                                | 2004                                                |
| 189                                                 | 182                                                 | 178                                                 | 172                                                 |

## História
O primeiro documento mencionando Viladasens é de 1058, sob o nome Villam Deasinis.
Viladasens esteve povoada no período da União Ibérica, como mostrado pelas descobertas feitas na encosta do Poço do Gelo e, especialmente, na Cruz Fellini, aonde durante a construção de uma rodovia foram encontradas meia dúzia de cabanas datando do século III a.C, pertencentes a uma pequena produção de cerâmica. Nos tempos romanos, a Via Augusta cruzou a cidade, na planície ao leste do município, onde as ruínas de uma antiga mansão foi identificada. No século XI já estavam estabelecidas as paróquias de Viladasens e Fellini, com elementos românticos. Também se tem notícia de uma série de casas que provam uma grande expansão da agricultura nos tempos medievais.
Viladasens sempre foi um município rural: experimentou algum crescimento no século XVIII, de 250 habitantes em 1718, para 404 em 1787, que permaneceu sem grandes alterações até meados do século XX. Desde então, as profundas mudanças na agricultura, levaram ao abandono da atividade de muitas casas e a população caiu pela metade: de 357 residentes em 1960, para 189 em 1981, em duas décadas. O retorno da estabilidade veio com a manutenção de algumas fazendas, devidamente adaptadas aos novos tempos.
Assim, apesar das grandes mudanças na região, Viladasens chegou ao século XXI, mantendo o seu aspecto essencialmente rural, mas sem sacrificar os benefícios do progresso tecnológico.[carece de fontes?]

## Atrações
- Igreja Paroquial de São Vicente (templo religioso)
- Igreja de San Martin de Fellini (templo religioso)
- Igreja de San Martin de la Mora (templo religioso)
- Balaguer Viladasens e Fellini (Edifício Civil)

## Economia
Agricultura de sequeiro e pecuária.